# 羅斯伯勒 (北卡羅萊納州)
羅斯伯勒（英語：Roseboro）是一個位於美國北卡羅萊納州桑普森縣的城鎮。

## 人口
根據2020年美國人口普查的數據，羅斯伯勒的面積為3.75平方千米，皆為陸地。當地共有人口1163人，而人口密度為每平方千米310人。